# Tancul (film)
Tancul este un film românesc de comedie din 2003 regizat de Andrei Enache. Rolurile principale au fost interpretate de actorii Mihai Brătilă, Laura Creț și Ion Besoiu.

## Distribuție
Distribuția filmului este alcătuită din:
- Alexandru Grigorescu — Cameramanul
- Gabriel Spahiu — Nebunul
- Boris Petroff — Profesorul
- Ioana Flora — Coca
- Romanița Ionescu — Gina
- Laura Creț — Ina
- Iulia Lazăr — Mireasa
- Mihai Brătilă — Lae Cârnu
- Marian Moldovanu — Primarul Ilie Toader
- Andi Vasluianu — Busuioc
- Ion Besoiu — Domnul general
- Ilarion Ciobanu — Părintele Petrian
- Dragoș Bucur — Polițistul Apărăloaie
- Radu Romaniuc — Un tanchist
- Leonid Oani — Mirele

## Primire
Filmul a fost vizionat de 1.839 de spectatori în cinematografele din România, după cum atestă o situație a numărului de spectatori înregistrat de filmele românești de la data premierei și până la data de 31 decembrie 2014 alcătuită de Centrul Național al Cinematografiei.